# Министерство государственной безопасности (Ангола)
Министерство государственной безопасности НРА (порт. Ministério da Segurança do Estado da RPA, MINSE) — ангольское правительственное ведомство госбезопасности, политического сыска и репрессий 1980—1991. Являлось спецслужбой и силовой структурой коммунистического правительства МПЛА в гражданской войне с повстанческим движением УНИТА. Расформировано в ходе политических реформ начала 1990-х, функции переданы Министерству внутренних дел.

## Предыстория и создание
Народная Республика Ангола была провозглашена 11 ноября 1975 как однопартийное коммунистическое государство. Началась гражданская война правительства МПЛА с антикоммунистическим повстанческим движением УНИТА (первоначально также с ФНЛА). 29 ноября 1975 был учреждён Директорат информации и безопасности Анголы (DISA).
Массовые репрессии и убийства, особенно после подавления Мятежа «фракционеров» в 1977, создали DISA крайне одиозную репутацию. 22 июня 1979 президент Агостиньо Нето принял решение о расформировании DISA. Директор Луди Кисасунда был обвинён в «эксцессах» и выведен из партийного руководства. Функции политического сыска были переданы Министерству внутренних дел (MININT), министром назначен политкомиссар правительственной армии ФАПЛА Кунди Пайхама.
7 июля 1980 новый президент Жозе Эдуарду душ Сантуш реорганизовал систему спецслужб. Подразделения госбезопасности были выделены из MININT и конституированы в Министерстве государственной безопасности (MINSE). Первым министром госбезопасности стал Кунди Пайхама, его заместителем — Антониу Делфин ди Каштру, ранее функционер идеологического аппарата генерального секретаря МПЛА Лусио Лары, офицер DISA, участник подавления «фракционеров». Кунди Пайхама возглавлял MINSE около года, после чего министром госбезопасности стал армейский политкомиссар и партийный функционер Дину Матрос. В 1986 на должность вернулся Пайхама.

## Структура и деятельность
Президентский указ от 6 мая 1981 устанавливал военизированный характер MINSE. Цели и задачи MINSE вполне совпадали с DISA, в основном были унаследованы и прежние кадры. Партийно-идеологический характер, защита власти МПЛА и марксистско-ленинской государственной доктрины не скрывались, а подчёркивались. Выполнение директив МПЛА вводилось в уставные принципы. Кунди Пайхама и Дину Матрос отличались ортодоксально-коммунистическими взглядами и позициями.
Структура министерства была по сравнению с директоратом значительно упорядочена, прерогативы законодательно расширены. MINSE включало
- политический сыск
- внешняя разведка
- контрразведка
- аналитический центр
- защита экономической и политико-административной информации
- войсковой спецназ
- погранвойска
- отряд личной охраны партийно-государственных руководителей
- территориальные управления в провинциях и муниципалитетах,
- оперативные группы на транспорте и предприятиях алмазодобывающей промышленности
- управление тюрьмами и лагерями содержания военнопленных (несколько отдельных лагерей остались в ведении MININT)
- спецдепартамент

Деятельность министерства определялась ходом гражданской войны с УНИТА и пограничной войны с ЮАР. Органы госбезопасности ликвидировали подпольные группы УНИТА, подавляли инакомыслие в рядах правящей партии, осуществляли «профилактические» репрессивные мероприятия в неблагонадёжных районах. Крупным успехом MINSE считалось разоблачение южноафриканской разведывательной сети в 1988. Противостояла MINSE спецслужба УНИТА — Национальная бригада государственной обороны (BRINDE), которую возглавлял Мартинью Эпаланга, близкий соратник Жонаша Савимби. Противостояние носило характер профессионального поединка спецслужб, организовать агентурное проникновение на контролируемые УНИТА территории как правило не удавалось. Отмечались эффективная подготовка и яростная агрессивность оперативников BRINDE. В аппарате MINSE пришлось учредить Специальный департамент (отсутствовавший в DISA) — для сбора информации о структурах УНИТА и повстанческой армии ФАЛА.
MINSE функционировало в координации с MININT и военными спецслужбами ФАПЛА. В 1983 президент душ Сантуш учредил Бригады народной бдительности (BPV, организация типа современных «титушек»), приобретшие мрачную репутацию «линчевателей». Инструктировали боевиков BPV офицеры ФАПЛА, полиции и MINSE. В центральном аппарате и региональных штабах безопасности присутствовали советники и инструкторы из советского КГБ, кубинской ДГИ, восточногерманской Штази.
Органы госбезопасности находились под личным контролем главы государства. В 1986 душ Сантуш инициировал реорганизацию MINSE, снятие Дину Матроса, возвращение Кунди Пайхамы на министерский пост. При этом был отстранён заместитель министра Каштру Делфин, на его место назначен особо доверенный сподвижник и родственник президента Фернанду да Пьедаде Диаш душ Сантуш. Под его председательством была сформирована Комиссия реорганизации MINSE. Несколько функционеров министерства были осуждены за злоупотребление властью и коррупционные махинации.

## Ликвидация
В начале 1990-х под влиянием мировых событий руководство МПЛА резко изменило политику. Был провозглашён отказ от коммунистической идеологии, согласие на многопартийную систему и рыночную экономику. В ходе заявленных реформ был упразднено Министерство госбезопасности. Его функции переданы в MININT, с 1994 — Службе информации (SINFO), с 2010 — Службе разведки и госбезопасности (SINSE). Эти ведомства были формально деидеологизированы и департизированы, но реально оставались под полным контролем правящей МПЛА.
Кунди Пайхама (скончался в 2020) и Дину Матрос на словах приняли новый курс. Оба занимали высокие партийные и государственные посты, стали крупными предпринимателями, весьма состоятельными людьми. Жёстко отстаивали полновластие МПЛА и президента душ Сантуша (теперь без марксистско-ленинской фразеологии). Представляли консервативное антиреформаторское крыло правящей верхушки и были отстранены с партийных и государственных постов после прихода к власти президента Жуана Лоренсу.